# Montehermoso
Montehermoso é um município da Espanha na comarca do Vale do Alagón, província de Cáceres, comunidade autónoma de Estremadura. Tem 96 km² de área e em 2021 tinha  habitantes (densidade: 59,2 hab./km²). Faz parte da Mancomunidade do Vale do Alagón.

## Situação geográfica
Montehermoso encontra-se a 40º5’18”N e a 6º20’53”W. A sua altitude é de 394 metros. A distância por estrada é de 24 km a Plasencia e 107 km a Cáceres.

## População
| Variação demográfica do município entre 1991 e 2004 | Variação demográfica do município entre 1991 e 2004 | Variação demográfica do município entre 1991 e 2004 | Variação demográfica do município entre 1991 e 2004 |
| --------------------------------------------------- | --------------------------------------------------- | --------------------------------------------------- | --------------------------------------------------- |
| 1991                                                | 1996                                                | 2001                                                | 2004                                                |
| 5296                                                | 5368                                                | 5491                                                | 5654                                                |

## Limites do termo municipal
Montehermoso faz fronteira com Pozuelo de Zarzón ao noroeste, com Aceituna ao norte e nordeste, com Valdeobispo e Galisteo ao leste, com Riolobos ao sul e com Guijo de Galisteo ao oeste. Seu termo municipal tem 96 km².

## Relevo
Montehermoso encontra-se numa zona plana perto do rio Alagón. Sua elevação ao nível do mar oscila entre 200 e 500 metros e vai descendo ao aproximar-se do rio.

## Rios e arroios
Percorre o rio Alagón e alguns de seus afluentes, como os Arroios d’Aceituna, da Nava, do Pez e a Ribera do Bronco.

## História
A partir de 1000 a. C. Esta área é ocupada por povos de origem celta, especificamente pelos vetões, e depois deles é a presença romana que adquire importância na configuração deste território, assim Montehermoso situa-se na estrada entre os dois maiores centros urbanos importantes na o norte da Extremadura, Cáparra e Coria,
Provavelmente, a origem do atual núcleo populacional remonte aos tempos da Reconquista Cristã, pois é dos séculos XII-XIII quando a atividade de repovoamento de Galisteo deu origem a várias aldeias que dele dependeram, entre as quais Montehermoso.
Montehermoso emancipou-se em 1837. Seu termo municipal formou-se entre 1842 e 1892.

## Monumentos religiosos
Em Montehermoso encontram-se as seguintes igreja e capelas:
- Igreja paroquial N.ª S.ª da Assunção. (construída no século XVI e reformada várias vezes)
- Capela da Atalaya (de verdade privada)
- Capela de N.ª S.ª de Valdefuentes (construída no séculos XVII-XVIII)
- Capela do Santíssimo Cristo dos Remédios (construída no séculos XVI-XVII e restaurada em 1995)
- Capela de São António (construída no século XVIII, restaurada em 1998)
- Capela de São Sebastião (construída no século XVIII, restaurada entre 2000 e 2002)
- Capela de São Bartolomeu e San Brás (restaurada em 2006)
- Capela de São Cristóvão (construída no século XX)

## Festas
Em Montehermoso celebram-se várias festas ao decorrer do ano. Destacam as festas de São Sebastião (domingo mais próximo ao 20 de Janeiro), São Brás (3 de Fevereiro), os Carnavales, a Romaria de Valdefuentes (segundo domingo depois do domingo de Ressurreição), São Bartolomeu (24 de Agosto) e o dia da Virgem de Valdefuentes (6 de Setembro), celebra-se no dia 8 por ser feriado na Estremadura.